# 新莊 (新北市大字)
新莊，又寫為新庄，是台灣新北市新莊區的核心聚落，位於該區中部。

## 歷史
台灣清治末期至日治前期，該地區為一街庄，稱為「新庄」，隸屬於興直堡。該庄北與中港厝庄為鄰，東與頭前庄為鄰，南邊東段隔大漢溪與新埔庄為界，南邊中段與西盛庄為界，南邊西段及西邊為海山頭庄。
1920年（日治大正九年），該庄改制並雅化為「新莊」大字，隸屬於臺北州新莊郡新莊街，大字下設有「新莊」、「街後」小字名。戰後新莊街改制為新莊鎮，隸屬於臺北縣，大字亦改制為里。其後新莊鎮先後改制為新莊市、新莊區。由於人口增加，如今新莊地區已細分為多個里。

## 交通
台北捷運中和新蘆線經過新莊地區，在與中港厝交界處設有新莊站。隣近居民可由此路線及相關路網快速前往大台北地區各地，或至台北車站轉搭高鐵、台鐵或客運前往全台各地。
省道台1甲線橫越本地區中部，為省道台1線的支線，往東可前往臺北、基隆等地，往西接台1線主線可前往桃園、新竹及中南部地區。縣道106號經過本地區，往南經新海橋可前往板橋、中和、新店、深坑、平溪及瑞芳等地，往北可前往泰山、林口等地。

## 學校
- 新莊國中（部分）
- 新莊國小（部分）
- 豐年國小（部分）

## 文化資產
- 新莊廣福宮（國定古蹟）
- 新莊慈祐宮（市定古蹟）
- 新莊武聖廟（市定古蹟）
- 新莊潮江寺（歷史建築）

## 商業區
- 新莊廟街商圈